# Петер Махайдик
Петер Махайдік (словац. Peter Machajdík; 1 червня 1961, Братислава) — сучасний словацький композитор.

## Творчість
Автор кількох камерних, симфонічних і хорових творів. Він також написав музику для кіно і театру. Творчість Петра Махайдіка має широке визнання в усьому світі. З 1990-х років музика Махайдіка звучить на міжнародних фестивалях сучасної академічної музики, його твори виконують провідна львівська органістка Олена Мацелюх, арфістки Флоралєда Саккі, Клара Бабел, Філармонічний оркестр імені Леоша Яначека, Словацький камерний оркетр, кларнетисти Мартін Адамек, Гідо Арбонелі, Луганський симфонічний оркестр, клавесиністка Еліна Мустонен, Симфонічний оркестр радіо Словаччини, Камерата Еурорєа, Державний філармонічний оркестр імені І.Я.Падеревського, альтист Саша Миркович, Ансамбль Метаморфозис, органісти Карсон Кумен, Квазарс Ансамбль, Артє Квартет, віолончелісти П'єро Салваторі, Джон Гелеі, Юзеф Луптак, та інші. Його композиції виконуються не тільки в Україні (Одесские диалоги, Луганська філармонія, у рамках ХХІІ Фестивалю «Контрасти», «Діапазон» у Львові), а й у Німеччині, Бельгії, Нідерландах, Сербії, Польщі, Чехії, Франції, Канаді, Італії, Словаччині, США, Фінляндії, Австрії, Швейцарії. Махайдік співпрацює з легендарної рок-співаком  Джоном Андерсоном i ударником / вокалістом Девідом Моссом. 
За свою творчість композитор удостоєний численних нагород і стипендій. 
- 1989 Ціна на конкурсі «Луїджі Руссоло»[1], Варезе, Італія
- 1992 Artist in Residence, DAAD Berliner Künstlerprogramm, Німецька служба академічних обмінів ДААД[2], Берлін, Німеччина
- 1999 Artist in Residence, Künstlerhaus Schloß Wiepersdorf, Німеччина
- 2003 Artist in Residence, Künstlerhäuser Worpswede, Ворпсведе, Німеччина
- 2004 Artist in Residence[3], Künstlerhaus Lukas, Ahrenshoop, Німеччина
- 2005 Ціна Яна Левослава Белли [4]
- 2011 Artist in Residence (International Visegrad Fund)[5], Прага, Чехія
- 2013 Artist in Residence[6], Юденбург, Австрія

## Основні твори Петра Махайдіка
- «In Embrace» (У обійми), контрабас і фортепіано (2017)
- «Behind the Waves» для альта і струнних (2016)
- «The Son» (Син) для гітари i струнного квартету (2017)
- «Намаг» для струнних і дерев'яну коробочку (2000)
- «Nell'autunno del suo abbraccio insonne» для арфи (2003)
- «Danube Afterpoint» для 2 флейт, кларнета, бас-кларнета, 2 фортепіано 2 скрипок, альта, віолончелі (2015)
- «Wie der Wind in den Dünen» (Як вітер в дюнах) для 16 струнних (2011)
- «Іманентний оксамит» для фортепіано соло (2011)
- «Концерт для 2 баяни і симф. оркестру» (2008)
- «Odliv» (Відтік) для скрипки, альта і віолончелі (2014)
- «Waters and Cages» (саунд-арт-інсталяція) (2012)
- «Si diligamus invicem» (Якщо ми любимо один одного) для хору (2002)
- «To the Rainbow so close again» для струнного квартету (2004)
- «Спомаленині» для скрипки і фортепіано (2014)
- «Сенах» для флейти і фортепіано (2015)
- «Транам» для скрипки соло (2014)
- «Ліннас» для фортепіано соло (2012)
- «Про сім кольорів світла» для органа (2007)
- «Сан-Хосе» для симфонічного оркестру (2010)
- «Чотири враження» для фортепіано соло (2012)
- «Ласея» для струнних (2000)
- «CAN YOU hEAR ME wELL?» (радіо-арт) (2013)
- «Мунк» для альта і фортепіано (2013)
- «Киріє» для хору (2011)
- «Torqued Images» для скрипки (2008)
- «Дежавю» для двох фортепіано (2015)
- «Flower Full Of Gardens» для клавесин (2010)

## Дискографія
- «The Immanent Velvet»[7], (Azyl Music R266-0024-2-331)
- «A Marvelous Love: New Music for Organ»,  Карсон Кумен — орган (Albany Records, 2012)
- «Typornamento», Агон Оркестр (Guerilla Records, 2012)
- «Violin solo IV.», Мілан Пальа — скрипка (Pavlík Records, 2012)
- «Inside the Tree», П'єро Салваторі — віолончель, Флоралєда Саккі, арфа (Amadeus Arte)
- «Violin solo III.», Мілан Пальа — скрипка (Pavlík Records, 2011)
- «Namah», Флоралєда Саккі (арфа), Джон Андерсон (вокал, автор текстів), Девід Мосс (вокал, ударні), Маюка Кида (фортепіано) та інші (Musica slovaca, SF 0054213)[8]
- «Minimal Harp», Флоралєда Саккі, арфа (Лу Гаррісон; Філіп Ґласс; Лігеті Дьордь; Нікола Кампограндє; Генрі Кауелл; Арво Пярт, Джон Кейдж; Петер Махайдик; Майкл Наймен. (Decca/Universal Music Group) 2008
- «RēR Quarterly Vol.4 No.1» (RēR Records, 1994)